# Мертин Бярнат Юст из Фриденфельда
Мертин Бярнат Юст из Фриденфельда, немецкий вариант — Мартин Бернхард Юст фон Фриденфельд (в.-луж. Měrćin Bjarnat Just z Friedenfelda, нем. Martin Bernhard Just von Friedenfeld, 1642 год, Куков, Лужица — 9 июня 1721 год, Будишин, Лужица) — католический прелат, серболужицкий общественный деятель, префект апостольской префектуры Мейсена с 7 февраля 1714 года по 9 июня 1721 год.

## Биография
Изучал теологию в Праге в Карловом университете. 10 марта 1669 года был рукоположён в священника, после чего служил в Будишине. В 1707 году стал каноником.
7 февраля 1714 года Римский папа Климент XI назначил его префектом апостольской префектуры Мейсена. С 1714 года до своей смерти 9 июня 1721 года был деканом настоятельского капитула святого Петра в Будишине.